# Anthophorula rozeni
Anthophorula rozeni là một loài Hymenoptera trong họ Apidae. Loài này được Timberlake mô tả khoa học năm 1980.